# Васильковский, Станислав Францевич
Станислав Францевич Васильковский (27 июля 1860, Варшава — 10 февраля 1918, Севастополь) — русский вице-адмирал, главный командир Севастопольского порта.

## Биография
Потомственный дворянин. Родился в семье поляка, и.д. лесного секретаря Отделения государственного имущества и лесов Комиссии финансов. В 1870—1876 годах учился в 6-летней Люблинской гимназии.
- В 1876 году поступил в Морской корпус.
- В апреле 1881 года произведён в гардемарины и направлен в 5-й флотский экипаж.
- Совершил практические плавания на батарее «Первенец», 2-х башенной канонерской лодке «Русалка», батарее «Кремль».
- С 31 мая 1882 года — мичман.
- С 29 июля 1883 г. в плавании на клипере «Джигит».
- С 21 июля 1884 по 6 июня 1886 г. — адъютант 5-го флотского экипажа, и одновременно с 7 апреля 1885 г. — вахтенный начальник монитора «Перун».
- 12 сентября 1885 г. — зачислен в Учебно-артиллерийскую команду.
- С 9 по 30 мая 1886 г. участвовал в промере Абосских шхер на канонерской лодке «Гроза».
- после окончания обучения в Учебно-артиллерийской команде, 19 сентября 1886 г. прибыл 5-й флотский экипаж.
- 30 сентября 1896 г. — преподаватель школы комендоров УАК.
- С 1 января 1889 г. — лейтенант.
- 9 марта 1889 г. — командир 1-й роты Учебно-артиллерийской команды, 4-го флотского экипажа, с 30 сентября 1889 г. — учитель школы комендоров УАК.
- 5 мая 1890 г. — командир 1-й роты и вахтенный начальник броненосца береговой обороны «Первенец».
- 27 августа 1890 г. — в должности младшего артиллерийского офицера крейсера «Минин» находился в загранплавании.
- 25 августа 1892 г. — старший артиллерийский офицер и командир 4-й роты крейсера «Минин».
- 12 мая 1893 г. — вахтенный начальник учебного судна «Скобелев», 16-й флотский экипаж.
- С 21 сентября 1893 г. — преподаватель школы гальванёров УАК.
- 4 мая 1894 г. назначен заведующим изготовлением гальванных трубок и прикомандирован к Кронштадтской портовой конторе.
- 15 июля 1894 г. — вахтенный начальник эскадренного броненосца «Гангут».
- 10 сентября 1894 г. — преподаватель школы гальванёров УАК и одновременно заведующий приборами гальванной стрельбы плавучей батареи «Первенец».
- 11 марта 1898 г. — преподаватель Артиллерийского офицерского класса.
- 20 апреля 1898 г. — флагманский артиллерийский офицер Штаба начальника УАО Балтийского флота.
- 11 сентября 1898 г. — помощник преподавателя Артиллерийского офицерского класса и учитель школы гальванёров УАО, одновременно с 6 декабря 1898 по 3 сентября 1901 г. — старший офицер броненосца береговой обороны «Адмирал Грейг».
- 6 декабря 1901 г. — капитан 2-го ранга, назначен старшим офицером броненосца береговой обороны «Первенец».
- 28 января 1902 г. — командир канонерской лодки «Гроза», одновременно с 28.04.1903 г. — флагманский артиллерийский офицер Походного штаба начальника УАО Балтфлота.
- 22 марта 1904 г. назначен командиром минного крейсера «Абрек».
- 26 августа 1905 г. — командующий крейсера «Генерал-адмирал».
- 18 сентября 1905 г. — заведующий учебной командой строевых квартирмейстеров.
- 13 марта 1906 г. — командующий крейсером «Богатырь».
- 31 августа 1906 г. — прикомандирован к штабу Его Императорского Величества на минном крейсере «Украйна».
- 11 сентября 1906 г. — помощник начальника УАО Балтфлота, одновременно командующий броненосца «Император Александр II».
- 6 декабря 1906 г. — за отличие по службе присвоено звание капитан 1-го ранга.
- 29 сентября 1909 г. — председатель Комитета для приёма и испытаний вновь строящихся и ремонтирующихся судов.
- 06 декабря 1911 г. — капитан над Севастопольским портом.
- 24 марта 1917 г. — Главный командир Севастопольского порта.
- 06 декабря 1911 г. — контр-адмирал.
- 30 июля 1916 г. — за отличие по службе присвоено звание вице-адмирала.

Входил в состав Севастопольского городского попечительства детских приютов (ведомства учрежденного Императрицей Марией) на правах действительного члена.
Расстрелян 23 февраля 1918 в Севастополе во время «варфоломеевских ночей», которые учинялись большевиками в декабре 1917 г. и феврале 1918 года.

## Награды
- орден Святого Станислава 3-й степени (01.01.1893)
- орден Святого Станислава 2-й степени (06.12.1899)
- орден Святого Станислава 1-й степени(14.04.1913)
- орден Святой Анны 3-й степени (14.05.1896)
- орден Святой Анны 2-й степени (06.12.1902)
- орден Святой Анны 1-й степени (22.03.1915 с 01.01.1915)
- орден Святого Владимира 4-й степени с бантом за 25 лет службы (2.09.1907)
- орден Святого Владимира 3-й степени (06.12.1909)
- Медаль «В память царствования императора Александра III» (21.03.1896)
- Медаль «В память коронации Императора Николая II» (03.10.1898)
- Медаль «В память 300-летия царствования дома Романовых» (21.02.1913)
- Медаль «За труды по отличному выполнению всеобщей мобилизации 1914 г.» (1914)
- прусский орден Короны 2-го класса (12.08.1902)
- черногорский орден Князя Даниила I 4-й степени (25.07.1883).